# Щоткін Іван Петрович
Що́ткін Іва́н Пе́трович (*18 березня 1916, село Удмуртські Варі, Вавозький район — †29 листопада 1988, село Гурезь-Пудга, Вавозький район) — удмуртський педагог, організатор народної освіти, заслужений вчитель школи Удмуртської АРСР (1958).
Закінчив історичний факультет УДПІ в 1949 році. З 1945 року працював в селі Гурезь-Пудга спочатку вчителем історії, пізніше став директором школи.
Велику роботу проводив з увіковічування пам'яті Кузебая Герда, поклав початок створення музею письменника, перевіз будинок батьків з села Покчивуко в селі Гурезь-Пудга, де в 1998 році на честь 100-річчя Герда був відкритий музей Кузебая Герда. Учасник Другої світової війни.
Нагороджений трьома орденами Вітчизняної війни II ступеня, медалями, в тому числі «За відвагу», «За звільнення Варшави», «За взяття Берліна».